# St.-Vitalis-Kirche (Włocławek)

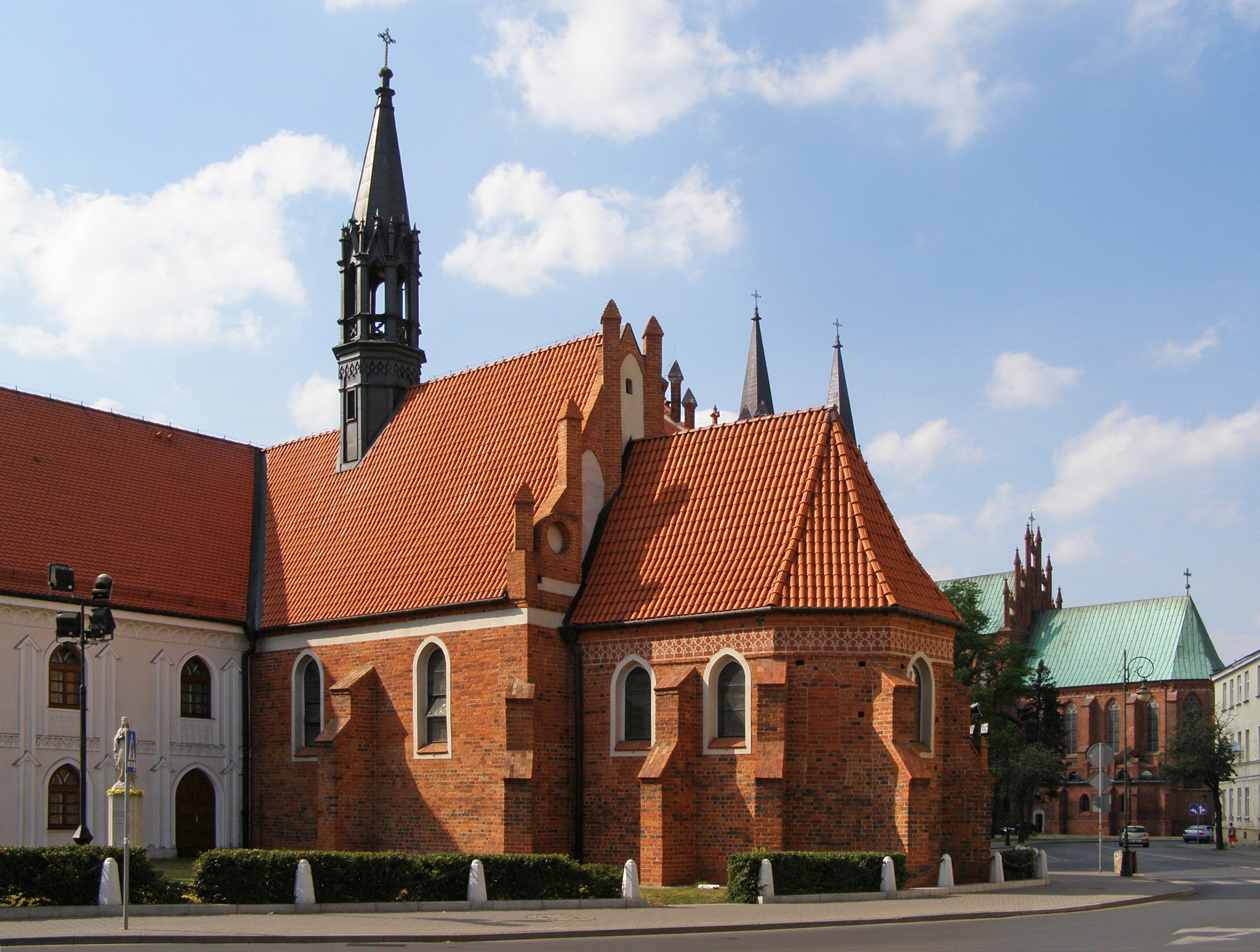
St.-Vitalis-Kirche in Włocławek

Die St.-Vitalis-Kirche in Włocławek ist die Seminarkirche des Priesterseminars des Bistums Włocławek. Die gotische Kirche ist das älteste erhaltene Baudenkmal in Włocławek. Zwischen 1330 und 1411 diente sie als Ersatz für den abgebrannten Dom.

## Architektur
Die Kirche wurde im Stil der Backsteingotik errichtet. Sie ist eine einschiffige Saalkirche mit einem eingezogenen, polygonal geschlossenen Chor, der von der Langhausachse nach links abweicht, was der Position des am Kreuz sterbenden Jesus ähneln soll. Der Innenraum ist kreuzrippengewölbt. Die Außenansicht der Kirche wird durch die Strebepfeiler geprägt.

## Geschichte

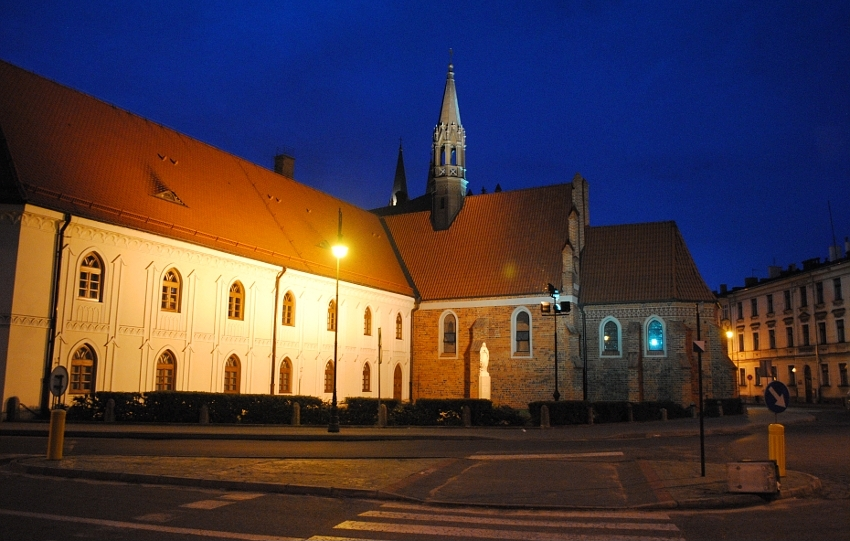
St.-Vitalis-Kirche beleuchtet

Gleich nach der Zerstörung von Włocławek und dem Niederbrennen des vorigen Doms an der Weichsel durch Deutschordensritter 1329 gründete Bischof Matthias aus Paluka 1330 diese Kirche. Bis zur Fertigstellung der neuen Dombasilika 1411 diente sie als einstweilige Kathedrale. Dann wurde sie dem nahe gelegenen St.-Vitalis-Krankenhaus (Armenhaus) übergeben. Zusammen mit dem Krankenhaus sollte sie vom Domkapitel erhalten werden, dieses war aber der Meinung, dass der Nachfolger des Bischofs für den Unterhalt der Kirche sorgen müsse. Die Bischöfe weigerten sich aber und so verfiel die vernachlässigte Kirche bald. Im 15. Jahrhundert war sie schon völlig ruiniert und ohne Dach und benötigte eine gründliche Renovierung.

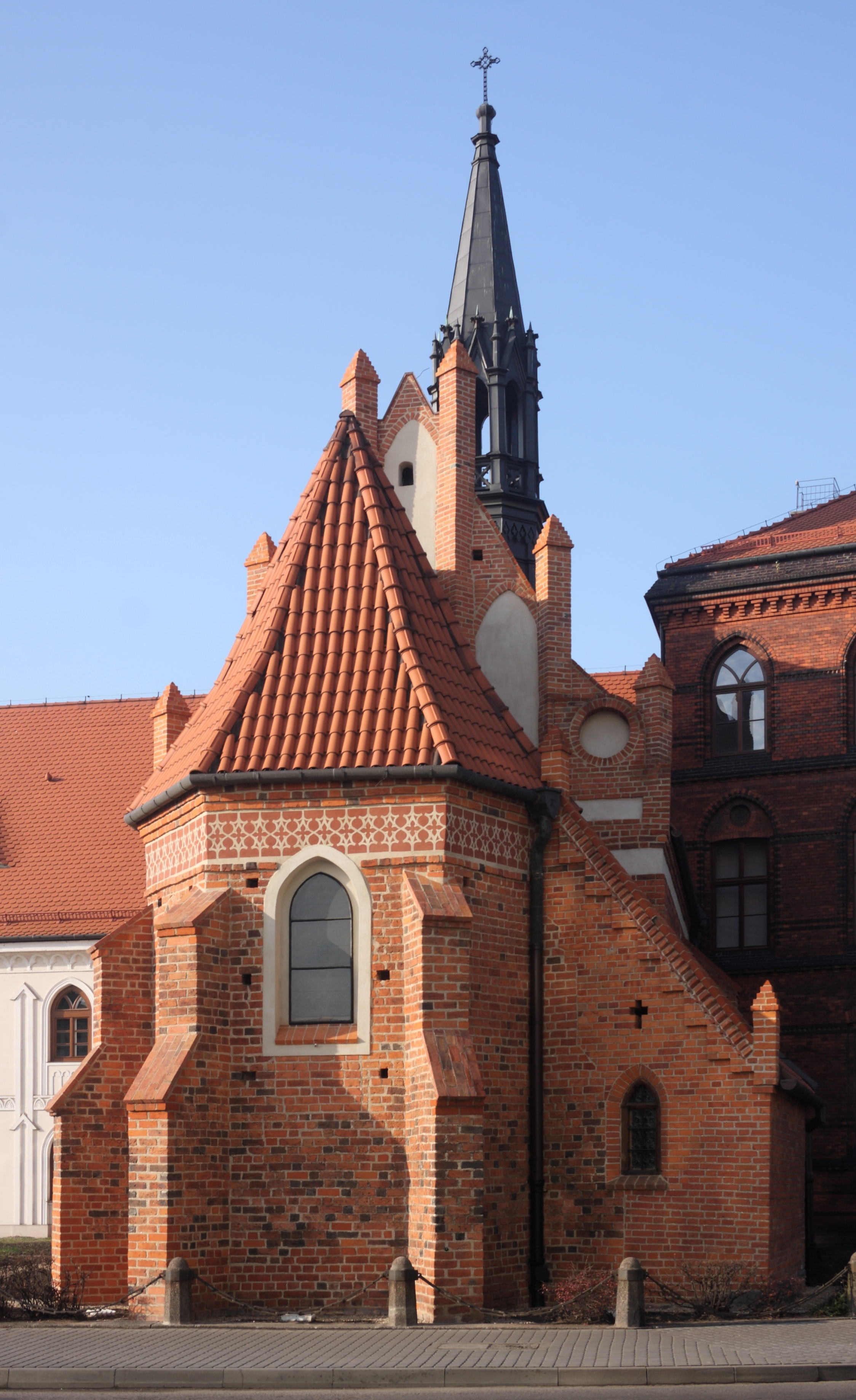

Bischof Wladyslaw Oporowski rief eine Spendenaktion zur Rettung der St.-Vitalis-Kirche aus, gleichzeitig mit dem vollkommenen Ablass für Spender. Es ist nicht bekannt, ob die beabsichtigte Wiederherstellung damals tatsächlich durchgeführt wurde. Laut Quellen ließ der Kanoniker Tobiasz Janikowski etwa 100 Jahre später, von 1534 bis 1544, die Kirche auf eigene Kosten renovieren. Dabei wurde das bisherige hölzerne Gewölbe durch das gotische Backsteingewölbe ersetzt, das bis heute erhalten ist. Es ist ein Rippengewölbe, in dem Rippen auf breite Stützen fallen.
Das 1569 errichtete Seminar übernahm Teile der Krankenhausgebäude und die St.-Vitalis-Kirche. Sie stand damals abseits der Seminargebäude und war von einem eingezäunten Friedhof umgeben. Nach 1717 wurde nördlich am Chor eine kleine Sakristei angebaut und der Turm zu einem Glockenturm umgebaut.
1843 wurde ein neues Seminargebäude an die St.-Vitalis-Kirche angebaut, sodass man die Kirche direkt vom Seminarkorridor betreten konnte. Sie war jedoch nach wie vor offen für alle Gläubigen. 1866 wurde sie für den alleinigen Gebrauch des Seminars reserviert (die Gläubigen versammelten sich dort nur zum Ablass des hl. Vitalis, der am zweiten Sonntag im Mai begangen wird, und gelegentlich zu anderen Anlässen).

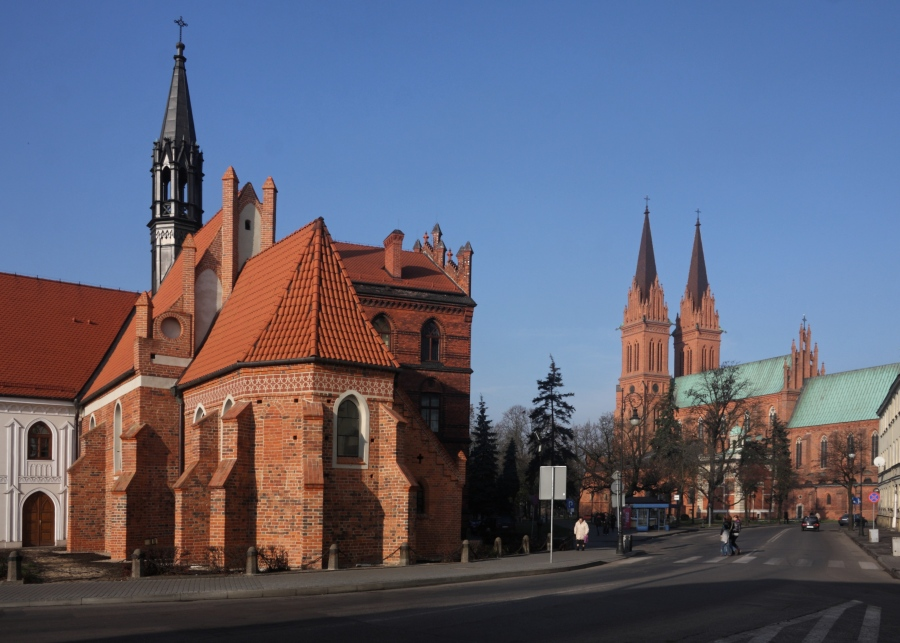

Im 19. und 20. Jahrhundert wurde die St.-Vitalis-Kirche mehrmals renoviert, und ihre Innenausstattung wurde verändert. Von 1851 bis 1853 wurde sie unter der Leitung des Seminarpräfekten Pfarrer Franciszek Płoszczyński renoviert. Der alte vierseitige Turm wurde mit Eisenblech gedeckt, die mit Kupferblech bedeckte Kuppel belassen, die Innenwände wurden repariert und verputzt. 1888 wurde der verfallene Turm abgerissen und ein neuer von Konstanty Wojciechowski entworfener Turm im neugotischen Stil erbaut, der mit Kupferblech gedeckt wurde. Die Kirche wurde 1854, 1873 und 1895 polychrom bemalt. Altäre und Altargemälde wurden oft gewechselt. Meistens gab es einen Hochaltar und zwei Seitenaltäre. 1880 wurden vier bunte Glasfenster angebracht, diese wurden 1903 durch weißes Glas ersetzt, wahrscheinlich um eine bessere natürliche Beleuchtung der Kirche zu schaffen.
1930 bis 1934 wurde die St.-Vitalis-Kirche wieder restauriert, der Innenputz wurde entfernt und erneuert. Die in der Barockzeit teilweise entfernten Rippen wurden ergänzt und in Backstein sichtbar belassen. Die ehemalige Musikempore wurde abgerissen und eine neue wurde aus einem Teil des Seminarkorridors an der Kirche geschaffen. Verputzte Teile der Außenwände wurden freigelegt; am Hauptaltar wurde ein wertvolles gotisches Triptychon von ca. 1460 aufgestellt. 1936 wurde eine neue Orgel der Firma S. Truszczyński aus Włocławek angeschafft, die bis heute verwendet wird.
Während der Besatzung im Zweiten Weltkrieg galt die Kirche als deutsch und wurde für Sonntagsgottesdienste für deutsche Soldaten, die im Kriegskrankenhaus im Seminargebäude untergebracht waren, genutzt.
In den Jahren 1971–1972 wurde die Kirche zum letzten Mal gründlich renoviert. Sie erhielt ein neues Ziegeldach, morsche Ziegel in den Wänden wurden ersetzt und die äußere Dekoration rekonstruiert. Zwei gotische Backsteinportale gewannen dank dieser Bemühungen ihre frühere Gestalt zurück; eines umrahmt den Haupteingang der Kirche (vom Seminarkorridor aus) und das andere bildet den Seiteneingang in ihrer Nordwand. Die Fensteröffnungen wurden mit Butzenscheiben verglast. Die gesamte Innenausstattung wurde durch eine zeitgenössische ersetzt: Eingebaut wurden ein Volksaltar aus Granit, ein Holzaltar für den Tabernakel, Kanzel, Bänke, Türen, Beleuchtung (mit neuen Kronleuchtern) und Tonanlagen. Von der vorherigen neugotischen Innenausstattung blieb nur das Glöckchen an der Wand gegenüber dem Haupteingang der Kirche erhalten.
Im Jahr 2000 wurden das Dach und der Turm umgebaut, eine neue Glocke wurde aufgezogen. 2002 wurde der Kircheninnenraum renoviert und mit neuer Beschallungsanlage ausgestattet.

## Weblink
Koordinaten: 52° 39′ 35,2″ N, 19° 4′ 4,8″ O